# Pronja (affluente dell'Oka)
La Pronja (in russo Проня?) è un fiume della Russia europea centrale (oblast' di Rjazan' e Tula), affluente di destra della Oka (bacino idrografico del Volga), sulle cui rive sorgono alcune località tra le quali Michajlov, Novomičurinsk e Pronsk. Scorre a ovest di Korablino.

## Descrizione
La sorgente del fiume si trova alle pendici nord-orientali dell'Rialto centrale russo, presso il villaggio di Kostino, a sud di Michajlov, città che raggiunge dopo aver tracciato un anello di quasi 360°. La valle del fiume è stretta, il canale è tortuoso e poco profondo. Il fondo è fangoso, a tratti roccioso e sabbioso. Le rive nella parte superiore sono ripide, nella parte centrale e inferiore sono più dolci. Non ci sono praticamente foreste lungo il suo corso. Dopo Michajlov, la Pronja scorre verso est, poi sud-est, infine nord-est. Lungo il fiume ci sono due bacini idrici. 
Sfocia nel fiume Oka vicino alla città di Spassk-Rjazanskij. Il fiume ha una lunghezza di 336 km, l'area del suo bacino è di 10 200 km². Il suo affluente maggiore è la Ranova (lungo 166 km) proveniente dalla destra idrografica.